# تیراندازی ۲۰۲۰ ناکون راتچاسیما
تیراندازی ۲۰۲۰ ناکون راتچاسیما در تاریخ ۸ و ۹ فوریه به وقوع پیوست. یک سرباز ارتش سلطنتی تایلند در شهر ناکون راتچاسیما، تایلند، که به صورت غیررسمی با عنوان کورات شناخته می‌شد، حداقل ۲۶ نفر را به قتل رساند و دستکم ۶۳ تن را زخمی کرد. ماجرا از آنجا شروع شد که مظنون فرمانده خود و دو نفر دیگر را در اردوگاه محل استقرارشان به اسم سوراتامپیتاک (ค่ายสุรธรรมพิทักษ์) به ضرب گلوله کشت. سپس تسلیحات و یک هاموی نظامی را به سرقت برد و به مرکز ترمینال ۲۱ کورات عزیمت کرد و در آنجا به سوی غیرنظامیان آتش گشود. مهاجم در جریان انجام حمله، در رسانه‌های اجتماعی خود نیز پست‌هایی را منتشر کرد. رویداد فوق کشنده‌ترین تیراندازی در تاریخ کشور است.